# داش مهوك
داش مهوك (بالإنجليزية: Dash Mihok)‏ (و. 1974  م) هو ممثل تلفزي، وممثل أفلام، ومخرج أفلام، ومنتج أفلام أمريكي، ولد في نيويورك.

## التعليم
تعلم في ثانوية البرونكس  للعلوم ‏، وجامعة فوردهام، ومدرسة الأولاد للمحترفين ‏.

## جوائز
حصل على جوائز منها:
- Satellite Award for Best Cast – Motion Picture [الإنجليزية]‏، عن عمل: الخط الأحمر الرفيع (1999).

## وصلات خارجية
- داش مهوك على موقع IMDb (الإنجليزية)
- داش مهوك على موقع ألو سيني (الفرنسية)
- داش مهوك على موقع ميوزك برينز (الإنجليزية)
- داش مهوك على موقع أول موفي (الإنجليزية)
- داش مهوك على موقع قاعدة بيانات الأفلام السويدية (السويدية)
- داش مهوك على موقع إن إن دي بي (الإنجليزية)
- داش مهوك على موقع ديسكوغز (الإنجليزية)
- داش مهوك على موقع قاعدة بيانات الفيلم (الإنجليزية)
- داش مهوك على موقع كينوبويسك (الروسية)